# Mediapulse Stiftung
Die Mediapulse Stiftung für Medienforschung ist die offizielle Referenz für Radio- und Fernsehforschung in der Schweiz. Sie ist vom Eidgenössischen Departement für Umwelt, Verkehr, Energie und Kommunikation mit der Messung der Radio- und Fernseheinschaltquoten beauftragt. 
Die Stiftung wurde 2007 gegründet, um die im Bundesgesetz über Radio und Fernsehen festgehaltenen Aufgaben der Nutzungsforschung zu übernehmen.

## Organisation
Der Stiftungsrat setzt sich aus je sechs Vertretern der drei Interessenskreise SRG SSR, private TV- und Radioveranstalter und Werbewirtschaft zusammen. Die Stiftungsratsmitglieder werden vom Departement für Umwelt, Verkehr, Energie und Kommunikation gewählt. Präsidentin der Stiftung ist Franziska von Weissenfluh.
Die Stiftung delegiert alle operativen Aufgaben an ihre Tochterfirma Mediapulse.

## Auftrag
Im Bundesgesetz über Radio und Fernsehen ist auch die Medienforschung geregelt. Artikel 78 umschreibt den Zweck für Nutzungsforschung und hält fest, dass die Stiftung für die Erhebung unabhängiger, wissenschaftlicher Daten zur Radio- und Fernsehnutzung in der Schweiz zuständig ist. Die Organisation soll dafür sorgen, dass die schweizerischen Programmveranstalter und die wissenschaftliche Forschung über hinreichende Daten zur Radio- und Fernsehnutzung verfügen. Der Bund zahlt hierfür von Einnahmen aus den Radio- und Fernsehgebühren.

## Neue Technik macht Probleme
Auf den 1. Januar 2013 wurde eine neue Technik zur Erhebung der TV-Einschaltquoten eingeführt, die den modernen Fernsehkonsum realitätsnah abbilden sollte. Auf Grund der gegenüber der alten Methode zahlreichen Veränderungen, lieferte das neue System andere Daten. Das führte zu einer mehrmonatigen gerichtlichen Blockade der Daten, da die wirtschaftlichen Folgen für einige Stationen zu einschneidend wären. Am 31. Juli 2013 wurden die Fernsehdaten nach einer Einigung zwischen Mediapulse und 3 Plus freigegeben.